# 道徳的相対主義
道徳的相対主義（どうとくてきそうたいしゅぎ、英: moral relativism）は、異なる人々や文化における道徳的な判断の違いに関する哲学的な立場を総じて指すのに用いられる用語。
このような考え方の提唱者は短く「相対主義者」と呼ばれることが多い。また、倫理的相対主義（しばしば「相対主義的倫理」または「相対主義的道徳」として再定式化される）ともいう。

## 解説
「記述的」立場の道徳的相対主義は、人々が実際に道徳について根本的に意見の不一致を持っているということだけを主張し、この望ましさについての判断は表明されない。メタ倫理学的な道徳的相対主義は、このような意見の相違において、誰もが客観的に正しいまたは間違っていないと主張する。規範倫理学的な道徳的相対主義は、誰もが正しいまたは間違っていないため、道徳に関する大きな意見の相違が存在する場合でも、他者の行動に寛容であるべきだと主張する。これらの異なる思想運動の概念は、かなり微妙であり、絶対的な説明ではない。記述的相対主義者は必ずしもメタ倫理学的相対主義を採用するわけではない。また、すべてのメタ倫理学的相対主義者が規範的相対主義を採用するわけではない。
特にアメリカの哲学者リチャード・ローティは、「相対主義者」というレッテルが歪められ、一種の軽蔑的な言葉となっていると主張している。彼は具体的には、そのようにラベル付けされた思想家は通常、単に「哲学的な意見の選択の根拠が以前に考えられていたよりもアルゴリズム的でない」という信念を持っているだけであり、あらゆる概念的な考えが他のどの考えとも同じくらい妥当であるわけではない、と述べている。この精神で、ローティは「哲学者たちは...ますます文化の他の部分から孤立している」と嘆いている。
数千年にわたり、文明の歴史の中で、道徳的相対主義はさまざまな文脈で議論されてきた。古代ギリシアや歴史的なインドなどの地域で特に注目される議論が行われており、現代に至るまでその議論は続いている。哲学者によって作成された資料以外にも、芸術、宗教、科学など、さまざまな分野でも注目を集めている。

## 変種

### 記述的
記述的道徳的相対主義は、同じ事実が真であり、同じ結果が起こりそうであっても、行動の正しい方向について根本的な意見の不一致が存在するという、積極的または記述的な立場である。これは異なる文化が異なる道徳基準を持っているという観察に由来するものである。
記述的相対主義者は、そのような意見の相違を踏まえて、すべての行動を寛容すべきだと主張するわけではない。つまり、彼らは必ずしも規範的相対主義者ではない。同様に、彼らは道徳的な判断の意味論、存在論、または認識論に対して必ずしもいかなるコミットメントも持っているわけではない。つまり、すべての記述的相対主義者がメタ倫理学的相対主義者ではない。
記述的相対主義は、人類学や社会学などの学術領域で広く受け入れられており、すべての歴史的および文化的な状況で常に同じ道徳的な、そして倫理的な枠組みが存在すると想定することは誤りであることを単に認めている。

### メタ倫理学的
メタ倫理学的な道徳的相対主義者は、人々が道徳的な問題について意見の不一致を持っているだけでなく、「善」「悪」「正」「誤」といった用語が普遍的な真理条件に従うものではなく、むしろ個人または一群の人々の伝統、信念、または慣習に相対的であると考えている。アメリカの人類学者ウィリアム・グラハム・サムナーは、この見解の影響力のある提唱者であった。彼は1906年の著書『民族習慣』で、人々が正しいと考えることや間違っていると考えることは、文化の伝統、習慣、実践に完全に（主としてではなく）形成されると主張している。さらに、彼の人間の理解の分析において、文化の地域的な道徳によって提供される以上の高い道徳基準は存在しないため、文化の道徳の正しさまたは間違いに関する横断的な判断は正当化され得ないと考えられる。
メタ倫理学的相対主義者は、まず記述的相対主義者である。すなわち、同じ事実の集合が与えられた場合、ある社会や個人は、社会的または個人的な規範に基づいて、人々が「すべき」と考えることや好むことについて根本的な意見の不一致があると信じている。さらに、彼らは、これらの意見の相違をどのような独立した評価基準を用いても裁定することはできないと主張する。関連する基準へのあらゆる呼びかけは常に個人的なものであり、最良の場合でも社会的なものに過ぎないのである。
この見解は道徳的普遍主義とは対照的であり、善意のある人々が意見の不一致を持っていたり、説得されない人々がいたりするにもかかわらず、行動が別の行動よりも「道徳的」（道徳的に望ましい）であるという意味のある面が依然として存在すると主張する。つまり、彼らは、普遍的に受け入れられるかどうかに関係なく、「道徳的な事実」と呼ぶのに値する客観的な評価基準が存在すると信じている。

### 規範的
規範的な道徳的相対主義者は、メタ倫理学的な命題だけでなく、それが我々が行うべきであることに規範的な意味を持つと考えている。規範的な道徳的相対主義者は、メタ倫理学的相対主義が、個人的または文化的な道徳基準に反する行動であっても他者の行動を寛容すべきであると意味すると主張している。多くの哲学者は同意しない。それは部分的には相対主義的前提から「すべき」という結論を導く難しさによるものである。メタ倫理学的相対主義は、規範的相対主義者の指令的な主張を排除するように思われる。言い換えれば、規範的相対主義は、「私たちは行動を寛容することが道徳的である」というような声明をする際に常に「他の人々は特定の行動に対する『不寛容さ』が道徳的である」と付け加えることなく、困難を感じるかもしれない。ラッセル・ブラックフォードのような哲学者は、ある程度まで不寛容性が重要であるとさえ主張している。彼は次のように述べている。「私たちは苦難や苦痛を引き起こす道徳的伝統について静かに受け入れる必要はない。また、自分自身の社会の道徳的な規範を、それが効果的でないか、逆効果であるか、単に不必要である場合に受け入れる必要もない」。つまり、普遍的な規定や道徳が存在しない場合でも、個人や集団は自分たちの主観的な価値観を他者に対して守ることは完全に合理的（かつ実践的）であり得るのである。また、他の文化が「自らの目標」を効果的に追求していないことを批判することもできる。
道徳的相対主義者は、「この国ではXをすることは間違っている」といった普遍的でない声明や「私にとってはYをすることが正しい」といった声明にも意味を持たせようとするかもしれない。
道徳的普遍主義者はさらに、彼らの制度がしばしば寛容を正当化すると主張し、道徳的な制度に対する意見の相違が常に干渉を要求するわけではなく、特に攻撃的な干渉を要求するわけではないと主張している。例えば、功利主義者は他の社会の慣行を「無知」と呼んだり、「より道徳的ではない」と言ったりするかもしれないが、行動の選択に関しては議論が多い（たとえば、より良い教育や技術の提供に焦点を当てるかどうかなど）。

## 歴史

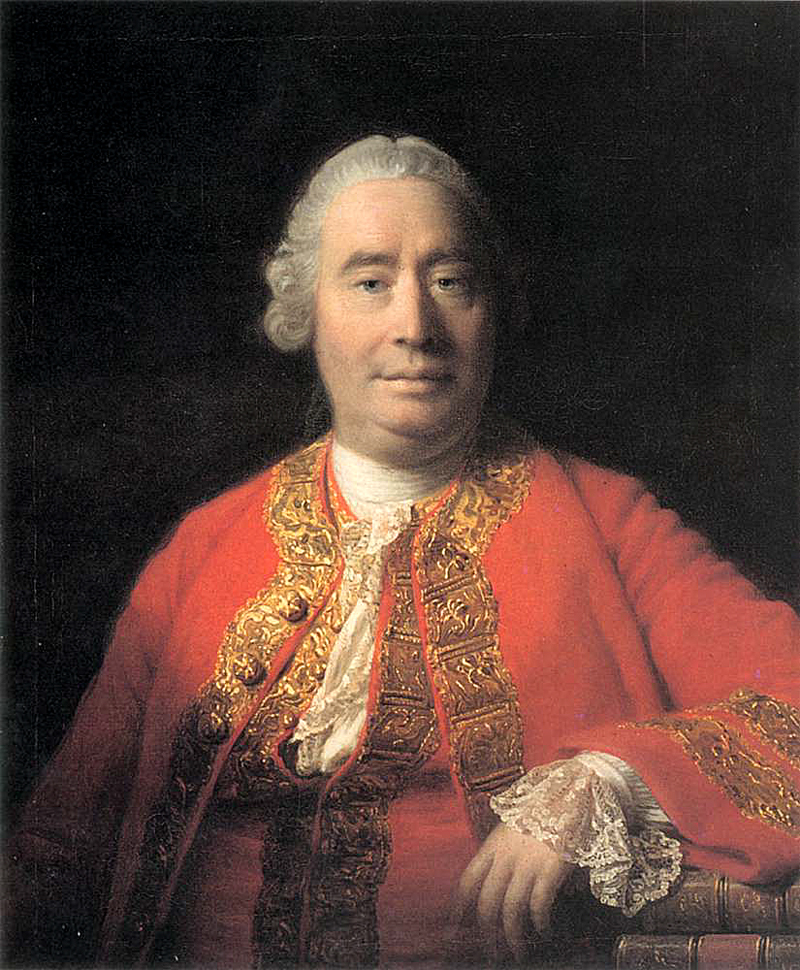
スコットランドの哲学者デイヴィッド・ヒュームは直接的な道徳的相対主義の視点を持つことはなかったが、彼の考え方は洗練された意見を持ち、相対主義の発展に広く影響を与えた

道徳的相対主義は、数千年にわたり、さまざまな文化で人々が持ってきた見解や議論を包括している。たとえば、古代ジャイナ教のアネーカーンタヴァーダの原則は、真実や現実が異なる視点から異なって認識され、単一の視点が完全な真実ではないと述べている。また、ギリシャの哲学者プロタゴラス（紀元前481年–紀元前420年）はその有名な言葉で「人間は万物の尺度である」と主張した。ギリシャの歴史家ヘロドトス（紀元前484年–紀元前420年）は、各社会が自身の信念体系ややり方を他のすべてよりも優れていると見なしていることを観察した。セクストス・エンペイリコスや他の古代ピュロニズム哲学者は客観的な道徳の存在を否定した。
近代初期のバールーフ・デ・スピノザ（1632-1677）は、何もが本質的に善でも悪でもないと考えていたことが特筆される。18世紀の啓蒙思想家デイヴィッド・ヒューム（1711-1776）は、現代の情緒主義と道徳的相対主義の父としていくつかの重要な側面で役割を果たしたが、ヒューム自身は相対主義を支持していない。彼は事実と価値の区別をし、道徳的判断は後者で構成されると提案した。なぜなら、道徳的判断は世界で得られる検証可能な事実ではなく、感情と情熱に関わるからである。しかし、ヒュームは一部の感情を普遍的と見なしていた。彼は道徳に客観的な基準が存在しないと強く否定し、宇宙が私たちの好みや苦しみに無関心であると示唆した。
フリードリヒ・ニーチェ（1844-1900）は、価値は目標や自己に相対的であるため、自分自身の価値を評価しなければならないと信じていた。彼は道徳的価値観を分析し、それが私たちにどれだけの影響を与えるかを強調した。ニーチェによれば、道徳の問題は、「善」とされる人々が教育を受けた有力な貴族であり、自らのランク以下の誰よりも優れていると考えていたことである。したがって、善とされるものは相対的である。善とされる「良い人間」は、自分の内に誘惑や迷いがあるかどうかについて疑問視されず、道徳観念によって人類をより良くするのに役立たないとされる「悪い人間」よりも重要であるとされる。しかし、善と悪とされるものは相対的であるため、それらに対する私たちの重要性と価値も相対的であるべきである。彼は道徳そのものが危険である可能性もあると提案した。ニーチェは、道徳は能動的に構築されるべきであり、それらは個々人が真実、平等、善悪などを考えるうえでの相対的なものであり、特定の権力を持つ一群の個人によって作られた道徳法に反応するべきではないと主張した。
一人の学者は、反実在論的な解釈を支持し、「ニーチェの価値に関する反実在論的な中心的な議論は説明的である。道徳的事実は経験の『最良の説明』に組み込まれず、客観的な世界の実在成分ではない。道徳的価値は、要するに『説明できる』のである」と述べている。
ニーチェは、確かにプラトンの超越をイデアとして優先することを批判している。プラトニズムの視点では、「真実」または最も現実的なものは、超世界的なものであり、経験の（現実的な）世界はイデアの単なる「影」のようなものである。これは、プラトンの洞窟の譬喩で最も有名に表現されている。ニーチェは、この超越性がキリスト教でも成長していったと考えており、キリスト教では卑下と服従という生命を否定する道徳的特質が優先された。（『善悪の彼岸』、『道徳の系譜』、『偶像の黄昏』、『反キリスト』などを参照）
ルース・ベネディクト（1887-1948）などの人類学者は、エスノセントリズム（自分自身の文化の基準を用いて研究対象を評価すること）に対して注意を促している。ベネディクトは、超越的な道徳は存在しないと述べ、存在するのは社会的に構築された習慣だけである（『文化的相対主義』を参照）と述べており、習慣を比較する際には、人類学者は「人類学者である限り...一方を他方に対して重視することを避ける」と述べている。ある程度、社会科学者や哲学者は、異なる社会間の信念の大きな違いの知識の増加により、価値に関する客観的で絶対的な基準が存在するのか疑問に思うようになった。これにより、相反する信念の調停のための基準が存在せず、異なるシステムが同等の妥当性を持つとする考えが生まれた。フィンランドの哲学者人類学者であるエドワード・ウェスターマーク（1862-1939）は、詳細な道徳的相対主義の理論を初めて形成した人物の一人として位置づけられる。彼は、すべての道徳的なアイデアを、個人の育ちに反映される主観的な判断として描写した。彼はG.E.ムーア（1873-1958）の倫理的直観主義を否定した。ムーアの倫理的直感主義は、20世紀初頭に流行し、道徳的な命題を真実または偽であるとし、それらを私たちが特別な直感の能力を通じて知るとしたが、明らかな信念の違いが社会間に存在することから、任意の固有の直感的な力が欠如していることの証拠であると述べた。

## メタ倫理的相対主義の論拠

### 科学的論拠

#### 道徳と進化
進化生物学、認知心理学、動物行動学、および進化人類学の研究は、道徳は進化のメカニズムによって形成された自然現象であると主張している。この場合、道徳は種の生存と成功した繁殖を促進する相対的な社会的な慣習の集合と定義される。さらに、複数の協力する種を含むこともある。

### 文学的
文学的相対主義は、ギリシャ神話の異なるバージョンから始まる。象徴主義は詩に複数の提案を作り出した。構造主義は詩の多義性を教えてくれる。
相対主義的な文学作品の例として次のものを挙げられる。ゴーゴリの『デッド・ソウルズ』、ロレンス・ダレルの『アレクサンドリア四重奏』、レーモン・クノーの『地下鉄のザジ』。

## メタ倫理的相対主義への批判

### 哲学的批判

#### R. M. ヘア
一部の哲学者、例えばリチャード・マーヴィン・ヘア（1919年-2002年）は、文化的または宗教的基準や規範に従う道徳的主張が事実内容を欠いているとしても、道徳的命題は人間の論理的規則に従うと主張している。したがって、彼らは相反する倫理的判断を持つことはできないと主張する。これにより、道徳的な標準を共有して道徳的な論述が可能となる。彼らは道徳的事実の存在を肯定または否定せず、ただし、人間の論理が道徳的な主張に適用されると仮定する。したがって、彼らは非常に限定的な意味で客観的で好ましい道徳的正当化の基準を想定する。しかし、ヘアによれば、人間の論理は相対主義の一つの非常に重要な意味で誤りを示している（ヘアの『Sorting out Ethics』を参照）。ヘアや他の哲学者はまた、論理的な制約を除いて、ある種の道徳的な用語を評価的な意味で同様に扱うすべての制度が存在することを指摘している。これは、他の用語（たとえば、計測が可能である）と同様に普遍的な理解を得て独立した基準に依存しない用語「より少ない」または「より多い」の扱いにも当てはまる。これは、善と悪が非道徳的な意味で使用される場合にも当てはまる。例えば、「これは『良い』レンチである」と言ったり、「これは『悪い』ホイールである」と言ったりするときである。このような用語の評価的な特性により、異なる信念を持つ人々が道徳的な問題について有意義な議論を行うことができる。たとえば、彼らがある「事実」について異なる意見を持っているとしてもである。

#### ウォルター・テレンス・ステイス
「倫理的相対主義」は、『モラルの概念』の最初の2章のトピックであり、ウォルター・テレンス・ステイスは道徳的絶対主義に反対し、道徳的普遍主義を支持している。

#### 哲学的貧困
批評家たちは、倫理的相対主義が道徳に関する議論の基本的な前提を拒否しているため、または意見の相違を調停できないため、倫理的相対主義は失敗すると主張している。イブン・ワラックやエディ・タバッシュを含む多くの批評家は、メタ倫理的相対主義者が本質的に規範的な道徳の議論から自らを排除していると指摘している。なぜなら、彼らは理性を通じて発見されることができる正しい答えや間違った答えが存在するという前提を拒否しているように見えるからである。実際的には、このような批評家は、メタ倫理的相対主義は道徳的虚無主義に相当するか、あるいは矛盾していると主張する。
これらの批評家は、具体的には、道徳的相対主義者が規範的な道徳的議論への参加範囲を、議論そのものの否定、または意見の相違する双方を正しいと見なすことに限定していると主張している。例えば、道徳的相対主義者は、個人が快楽主義的な快楽のために殺人や拷問を行うことに異議を唱えるためには、好みに訴えるしかない。この相対主義者が広く受け入れられている議論の用語を拒否しているという非難は、他の「議論の停滞要因」（例えば、独我論の一部形式や帰納の拒否）に対しても使われる主張と似ている。
哲学者サイモン・ブラックバーンも同様の批判を行っており、道徳的相対主義が意見の相違を調停することができないため、単に「道徳的な体系」として失敗していると説明している。

#### 他の批判
一部の議論は、どのような道徳的正当化や真実が相対的であるとされるのかについて疑問を呈することから生じる。人々は文化、人種、宗教などに基づいて多くのグループに所属しているため、そのグループの価値がメンバーに対して権威を持つと主張することは困難である。道徳的相対主義の一部は、それらの真実がどのグループの人々に対して相対的であるかを特定することである。もう一つの要素は、多くの人々が複数のグループに所属しているということである。一人が所属するグループの信念は基本的に異なる場合があり、したがって相対的なものと優位なものをどちらが選ぶかを決めるのは難しい。道徳的相対主義を実践する人は、いずれの意見にも反対する必要はないが、自分なりの意見や議論を展開するであろう。

### 宗教

#### ローマカトリック
カトリック教会と一部の世俗的知識人は、ヨーロッパの戦後の堕落を絶対的な価値の排除による道徳的相対主義に帰すると主張している。ベネディクト16世教皇やマルチェッロ・ペラらは、1960年頃以降、ヨーロッパ人がキリスト教に根ざした多くの伝統的な規範を大規模に放棄し、絶えず変化する相対的な道徳的ルールに置き換えたと主張している。この視点では、性的活動は生殖から切り離され、家族の重要性が低下し、少子化が起こったとされている。カトリック教会による道徳的相対主義への最も権威ある反応は、ヨハネ・パウロ2世教皇の回勅『Veritatis Splendor』に見られる。カトリック教会による道徳的相対主義への主な批判は、選択的中絶などの現代的な論争と密接に関連している。

#### 仏教
ビクク・ボディは、アメリカの仏教僧侶であり、次のように述べている。「物質主義的な世界観は、私的な主観性に価値や精神性の理念を割り当てることで...道徳の確かな客観的な基盤を侵害しようとする。その結果、私たちが今日目撃している道徳的退廃が広がる。この傾向に対抗するためには、単なる道徳的な励起だけでは不十分である。道徳が行動の効果的な指針として機能するためには、それ自体が自己正当化のスキームとして提示されるのではなく、道徳を超個人的な秩序に基づかせるより包括的な精神的システムに組み込む必要がある。宗教は、明確な言葉で、道徳と倫理的価値が個人の意見の装飾的な飾りではなく、主観的な上部構造でもなく、現実の核に組み込まれた宇宙の本質的な法則であることを肯定しなければならない」。

## 道徳的相対主義と倫理主観主義の混同されやすい視点

### 道徳的相対主義と倫理主観主義の違い
道徳的相対主義は、倫理主観主義（倫理的主張の真理が心に独立していないという見解）とは異なる立場である。これらの見解はしばしば一緒に持たれているが、互いに必然的に結びついているわけではない。たとえば、「私が所属する文化の人々がそれを正しいと考えるため、私にとって何かが道徳的に正しい」と主張する人は、道徳的相対主義者であり（正しいかどうかは誰が行っているかに依存する）、倫理主観主義者でもある（正しいかどうかは心の状態、つまり人々が正しいと思うかどうかによって決まる）。
しかし、神が正しいと思うことが正しいとされるものが正しいとされるかどうかと考える人は、主観主義者（道徳は心の状態に基づく）であり、相対主義者（道徳は全ての人にとって同じである）ではない。それに対して、自分が行動する際には自国の法律に従わなければならないと主張する人は、相対主義者（道徳はあなたが誰であるかに依存する）であり、主観主義者ではない（道徳は心の状態ではなく、世界の事実に基づく）。

### 道徳的相対主義と道徳反実在論
道徳的相対主義の立場がどのように構築されるかによって、道徳的実在論から独立しているかどうかは異なる。道徳的実在主義者は、以下の3つの主張のいずれかのバージョンを支持しているとされる。
1. 意味論の主張: 道徳的な文は意味を持ち、命題を表現するか、真偽がある可能性がある。
2. 真理論の主張: いくつかの道徳的な命題は真である。
3. 形而上学の主張: 道徳的な事実の形而上学的なステータスは、他の世界の事実と重要な違いがなく、堅牢であり、一般的である。

多くの道徳的相対主義者はこれらの主張のいずれかを否定しており、したがって道徳反実在主義者である可能性があるが、否定する必要はない。自国の法律に従って行動すべきであると主張する道徳的相対主義者は、以下の3つの主張をすべて受け入れる：道徳的な事実は真偽がありうる命題を表現する（特定の行動が法律に違反しているかどうかを確認できる）、いくつかの道徳的な命題は真である（特定の行動が誰かの国の法律に適合している）、道徳的な事実は一般的である（法律は心的状態ではなく、世界の物理的な対象である）。ただし、この見解は国籍に依存する相対主義の立場である。